# Ica Gruppen
Ica Gruppen Aktiebolag, av företaget skrivet ICA Gruppen, tidigare Hakon Invest, är ett svenskt detaljhandelsföretag, som verkar till största del i dagligvaruhandeln och är ensam ägare av dagligvarujätten Ica. Deras huvuduppgifter är att driva och utveckla Ica och Ica-relaterade verksamheter som Ica Banken, Ica Fastigheter och Ica Sverige. Ica Gruppen AB kontrolleras av Ica-handlarnas Förbund till 85,4 %.

## Historia
Källa:
- 2000: Företaget grundades under namnet Ica Förbundet Invest AB.
- 2000: Royal Ahold gick in som delägare i Ica AB.
- 2004: Canica sålde sina aktier (20 %) i Ica AB till Royal Ahold, Ica Förbundet Invest förvärvade hälften av dessa aktier.
- 2005: Företaget bytte namn till Hakon Invest och noterades på Stockholmsbörsen den 8 december.
- 2005: Hakon Invest beslutade att de skulle börja göra långsiktiga investeringar i handelsföretag i Norden och Baltikum.
- 2006: Hakon Invest blev delägare i elektronikkedjan Kjell & Company, vitvarukedjan Hemma och glas- och porslinskedjan Cervera.
- 2007: Hakon Invest blev majoritetsägare i Hemma.
- 2007: Hakon Invest blev delägare i e-handelsföretaget InkClub.
- 2008: Hakon Invest blev delägare i inredningskedjan Hemtex.
- 2009: Cervera köpte Dukas svenska butiker och blev dotterbolag till Hakon Invest.
- 2010: Hakon Invest köpte ytterligare 5 % av aktierna i InkClub.
- 21 november 2011: Hakon Invest köpte resterande aktier (45 %) i InkClub för 199 miljoner SEK.[3]
- 20 december 2011: Hakon Invest sålde bolaget Hemma till EEL AB.[4]
- 27 mars 2013: Hakon Invest förvärvade de resterande 60 % av Royal Ahold.[5]
- 24 maj 2013: Hakon Invest bytte namn till Ica Gruppen.[6]
- 23 maj 2014: Ica Gruppen sålde officiellt sin del på 50 % i Kjell & Co Elektronik AB till norska investmentbolaget FSN Capital för en köpeskilling på 630 miljoner SEK.[7]
- 29 augusti 2014: Ica Gruppen meddelade att man hade som avsikt att avyttra Forma Publishing Group AB till den danska mediekoncernen Egmont Media Group.[8]
- 12 november 2014: Ica Gruppen förvärvade Apotek Hjärtat från Altor för SEK 5,7 miljarder. [9]
- 14 maj 2019: Ica Gruppen sålde sitt samtliga innehav i Hemtex till norska kedjan Kid ASA.[10]
- 10 november 2021: Ica-handlarnas Förbund lämnar ett uppköpserbjudande på samtliga aktier i Ica Gruppen som de inte redan äger i syfte att avnotera bolaget. Affären görs tillsammans med AMF Pension genom bolaget Murgröna Holding AB. Dittills hade förbundet ägt 54 procent av Ica Gruppen.[11]
- 13 januari 2022: Ica Gruppen avnoteras från Stockholmsbörsen.[12]
- 5 mars 2025: Ica Gruppen avyttrar Rimi Baltic till Salling Group.[13] Affären slutfördes den 2 juni 2025 efter godkännande från berörda myndigheter.[14]

## Verksamheter
Ica Gruppens kärnverksamhet är dagligvaror och bedrivs genom Ica Sverige. Övriga tre bolagssegment med Apotek Hjärtat, Ica Banken och Ica Fastigheter ska stödja kärnverksamheten. Företagets koncernstruktur:
- Ica
  - Apotek Hjärtat
  - Gaston husdjur
  - Ica Paket
  - Ica Sverige
- Ica Banken
  - Ica Försäkring
- Ica Fastigheter Holding
  - Ica Fastigheter
  - IFHAB Holding
  - IFHAB Holding Lundby
  - Långeberga Logistik

## Styrelseordförande
- Lars Otterbeck, 2005–2012
- Hannu Ryöppönen, 2012–2013
- Claes-Göran Sylvén, 2013–2024
- Magnus Moberg, 2024– [17]

## Verkställande direktörer
- Claes-Göran Sylvén, 2005–2013
- Per Strömberg, 2013–2022
- Nina Jönsson, 2023– [18]